# Volchov (rivier)

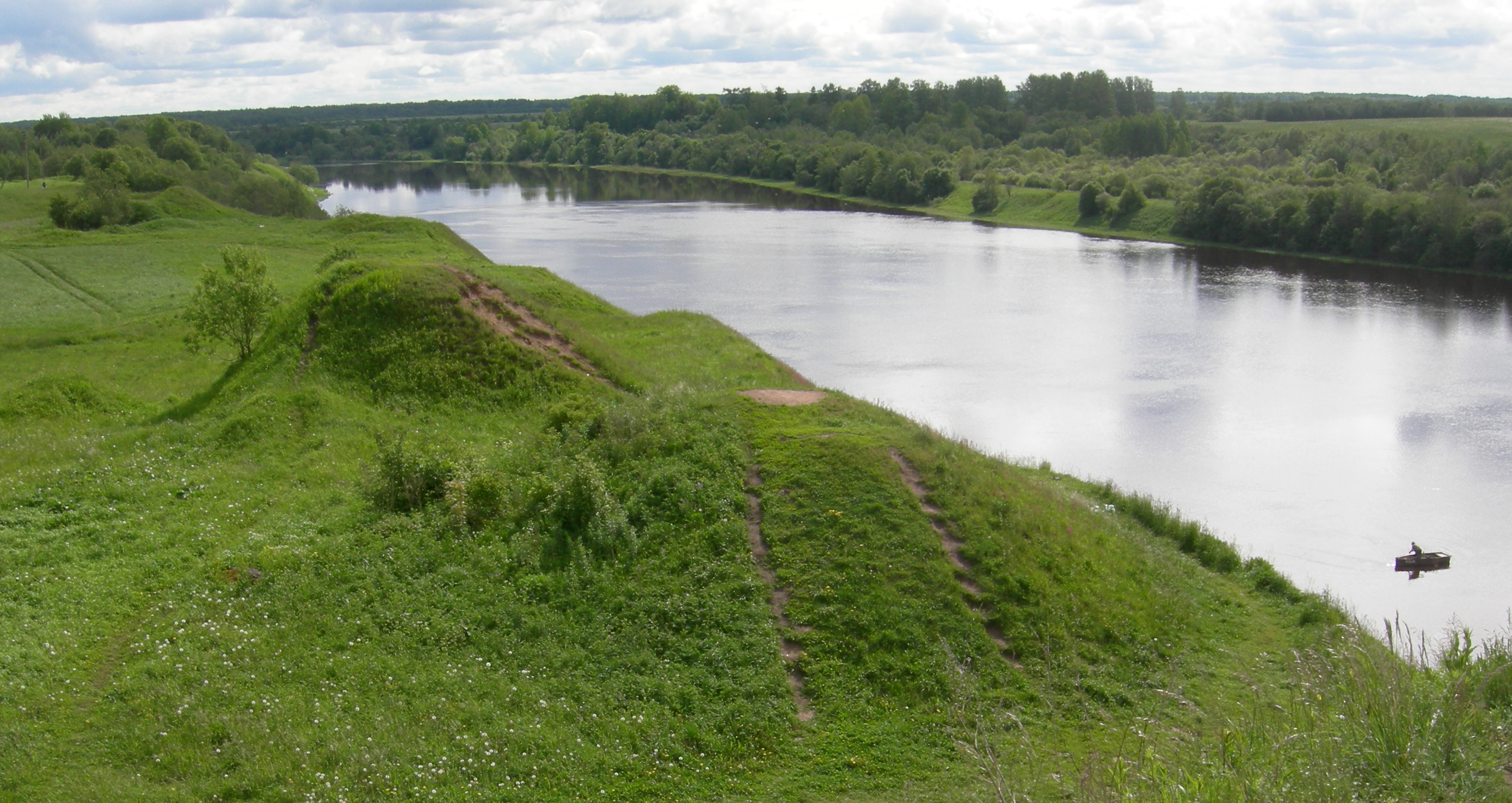
Grafheuvels aan de Volchov bij Staraja Ladoga

De Volchov (Russisch: Во́лхов) is een rivier in Noordwest-Rusland die begint aan de noordkant van het Ilmenmeer, waarvan ze de enige afvoer is, en ze mondt uit in het Ladogameer bij Novaja Ladoga. De rivier heeft een lengte van 224 kilometer en is over haar gehele lengte bevaarbaar. Het stroomgebied meet 80.200 km² (inclusief dat van het Ilmenmeer).
In de Volchov bevindt zich de oudste waterkrachtcentrale van Rusland, in 1926 in gebruik genomen. De stuwdam maakt de rivier ook beter bevaarbaar, omdat de benedenloop vóór die tijd berucht was om zijn stroomversnellingen.
De rivier maakt deel uit van de verbinding tussen de Oostzee en de Zwarte Zee en is al heel lang een handels- en verkeersweg. Zo bevoeren de Roes of Varjagen de rivier al met hun drakenboten. Later hield het kantoor van de hanze in Novgorod over deze waterweg contact met de hanzesteden aan de Noordzee en de Oostzee.

## Steden
De volgende steden liggen aan of in de buurt van de Volchov:
- Novgorod (Новгород)
- Podberesje (Подбереше)
- Tsjoedovo (Чудово)
- Kirisji (Кириши)
- Volchov (Волхов)
- Novaja Ladoga (Новая Ладога)

- Gemeinsame Normdatei: 4398298-0
- Library of Congress Control Number: sh89005710
- Nationale Bibliotheek van Tsjechië: ge656733
- Nationale Bibliotheek van Israël: 987007534571205171
- Virtual International Authority File: 315130544